# Locomotiva a Vapor Classe A4 4468 - MALLARD - LNER

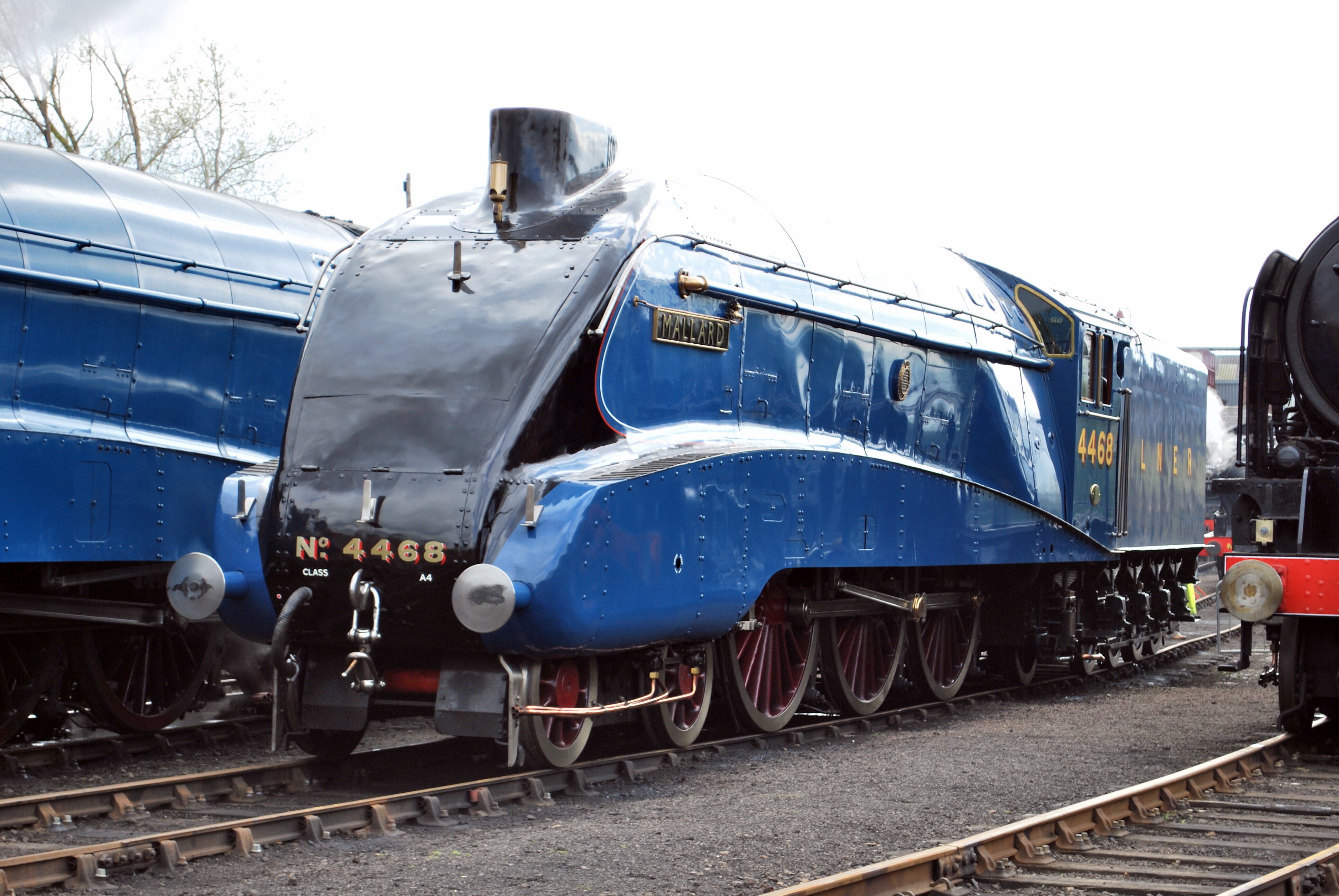
Locomotiva Classe A4 nº "Mallard" - LNER

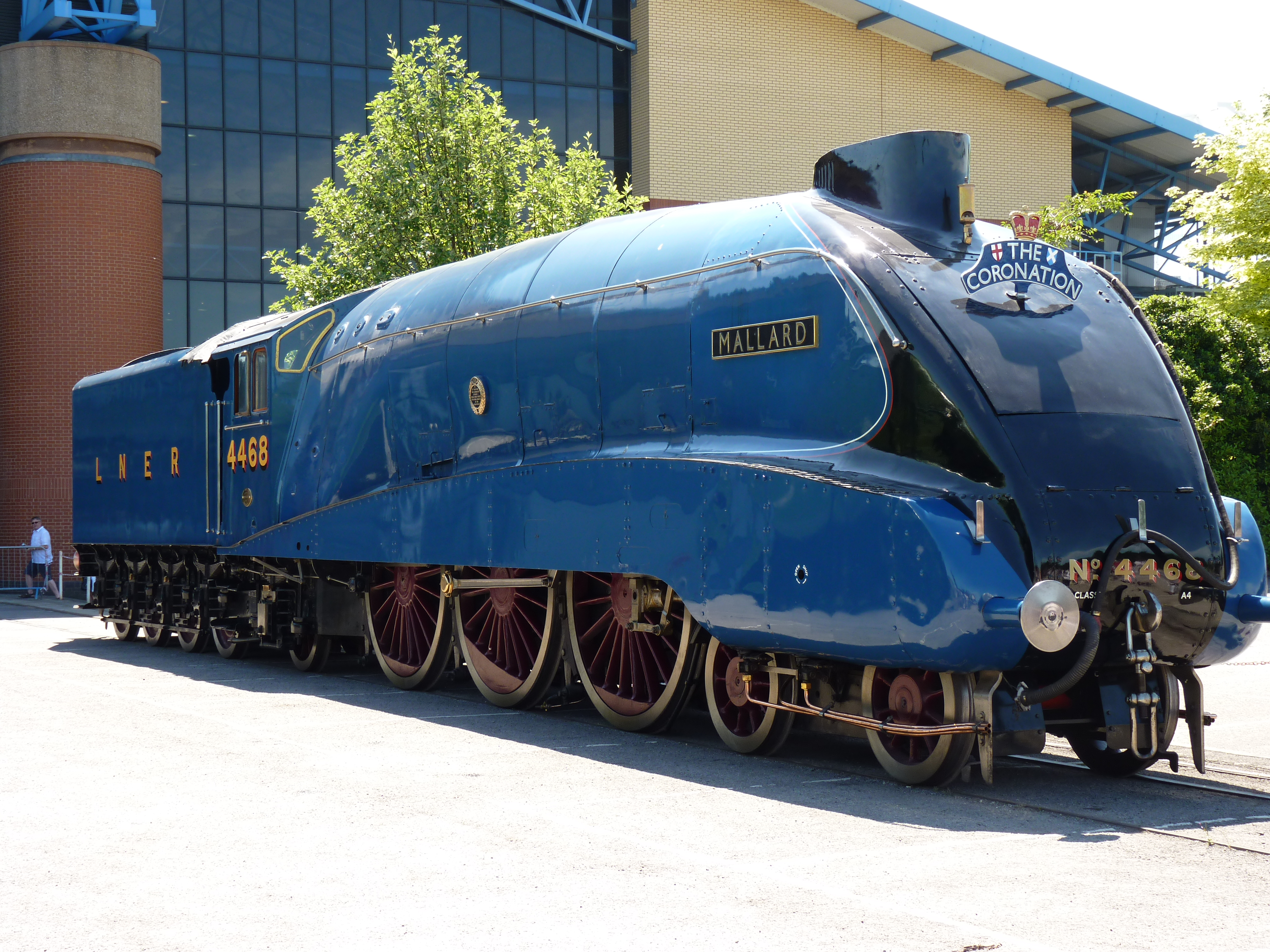
Locomotiva Classe A4 nº 4468 "Mallard" - LNER

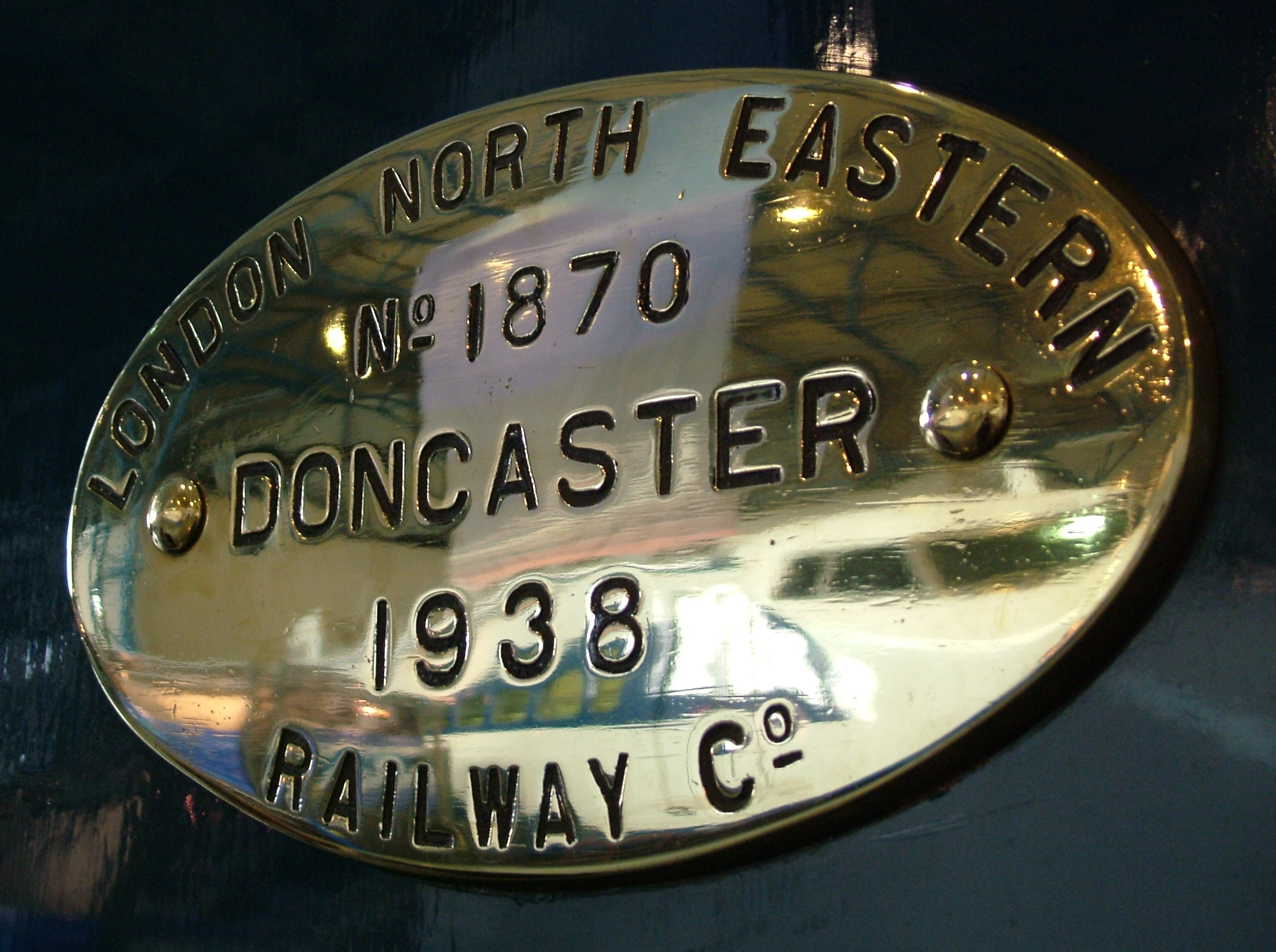
Placa com o número de construção.

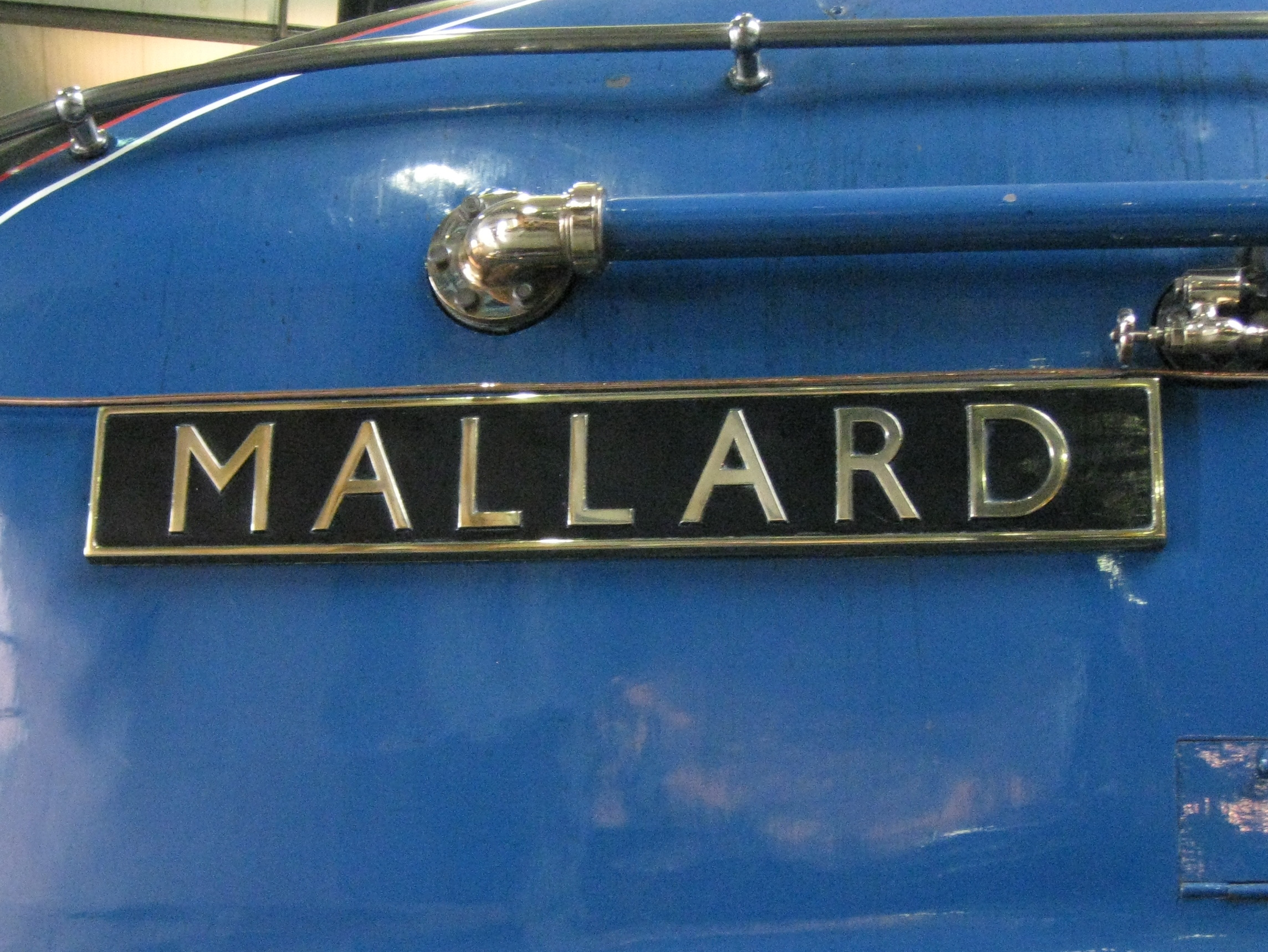
Placa na lateral com o nome da locomotiva.

A LNER Mallard é a locomotiva a vapor da classe Class A4, tipo "Pacific" (4-6-2), número 4 468, que recebeu o nome "Mallard" e foi construída pela London and North Eastern Railway (LNER) em Doncaster, Inglaterra, em 1938. Trata-se da detentora do recorde mundial de velocidade para uma locomotiva a vapor, cerca de 201 km/h em 3 de julho de 1938.[carece de fontes?]
A classe Class A4 de locomotivas inglesas, da qual a "Mallard" faz parte, foi projetada com formas aerodinâmicas pelo então engenheiro mecânico chefe Sir Nigel Gresley para tracionar trens de passageiros de alta velocidade. Nos testes em túnel de vento, com seu design característico e sua alta potência, permitiram que ela atingisse velocidades superiores a 160 km/h, mesmo que em serviço normal raramente alcançasse tal velocidade.
Mesmo que as ferrovias britânicas, na época das locomotivas a vapor, terem a velocidade de seus trens oficialmente limitada a 144 km/h, eventualmente essas locomotivas superavam essa velocidade apenas para manter seus trens dentro de horários estabelecidos, entre eles o "Silver Jubilee" e o "Coronation". A Mallard percorreu quase 2,4 milhões de quilômetros antes de sua desativação, em 1963.
Na década 1980, ela foi inteiramente restaurada e tracionou alguns trens especiais entre York e Scarborough em julho de 1986 e entre York e Harrogate/Leeds  em 1987. Atualmente faz parte do acervo do National Railway Museum, em York, Inglaterra. A 5 de julho de 2008, "Mallard" foi exposta pela primeira vez, juntamente com outras três da mesma classe, desde que foram desativadas para preservação. Em 23 de junho de 2010, ela foi levada para Shildon, onde ficou exposta por mais de um ano e retornou para seu local de exibição original, no museu em York. Com um comprimento total de 21 metros, tender incluído e pesando 165 toneladas, ostenta a pintura original da LNER, azul com rodas vermelhas e aros metalizados.

## Recorde
A "Mallard" ainda é a detentora do recorde mundial de velocidade para locomotivas a vapor, cerca de 201 km/h, alcançado num trecho de 800 metros em descida, em Stoke Bank, próximo a Grantham, a 3 de julho de 1938. Nesse dia, um novo sistema de freios de ação rápida, da Westinghouse Company, também estava sendo testado. O recorde pertencia a locomotiva alemã DRG Classe 05, atingido dois anos antes, cerca de 200,4 km/h.
Esta locomotiva estava preparada para o esforço que viria. A Classe A4 foi projetada para se manter em velocidade acima de 160 km/h e a "Mallard" foi uma das poucas que foram construídas com chaminé e encanamento de descarga Kylchap duplos, com os quais melhoraram seu desempenho. As demais locomotivas desta classe receberiam a instalação desses componentes até o final da década de 1950.
No auge da tecnologia da época, os três cilindros de pressão das A4 davam estabilidade em altas velocidades, além de suas grandes rodas motoras (as que tracionavam), com 2,04 metros de diâmetro, que eram adequadas às capacidades dessas locomotivas, garantiam o máximo de sua performance. No dia do teste, a "Mallard" tinha apenas quatro meses de uso, significando que havia muito pouco desgaste de suas peças, mas o suficiente para se obter um bom resultado. Joseph Duddington e Thomas Bray, funcionários competentes da LNER, foram os que conduziram a locomotiva para o recorde.
Segundo Rob Gwynne, curador-assistente de veículos ferroviários do National Railway Museum:
Duddington, com 61 anos de idade, na época, subiu na cabine da locomotiva e imitou o ator que havia visto num filme, virando seu boné com a aba para trás. Após 27 anos de serviço, ele conduziu a "Mallard" para os livros de história. Era considerado o maquinista que manteve uma locomotiva na mais alta velocidade, por mais tempo, em todo o Reino Unido."
As locomotivas da Classe A4 haviam apresentado problemas de sobreaquecimento nos mancais de suas rodas, que ocorriam geralmente por deficiência na lubrificação, quando estavam em alta velocidade, fato que ocorreu após atingir o recorde de velocidade, tendo assim, que ser rebocada para Doncaster para reparação. O departamento de publicidade havia se antecipado ao fato, produzindo muitas fotos para imprensa, para o caso da locomotiva não poder ser conduzida para a estação de Kings Cross, em Londres.
O trecho, Stoke Bank, onde a "Mallard" atingiu o recorde tinha uma descida bastante leve, quase plana. Na ocasião, ela rebocava sete carros, sendo um deles, carro-dinamômetro, que registrou as velocidades a cada 1600 metros: 141, 155, 167,172, 179, 187 e 192 km/h. Chegou a atingir momentaneamente 203 km/h, mas conseguiu se manter por 800 metros a 201 km/h, o suficiente para estabelecer o recorde.
Quando a equipe chegou em Kings Cross, logo após o teste, pediram-lhes declarações sobre o feito e disseram: "se não houvesse os desvios em Essendine, nem a redução de velocidade obrigatória em Grantham, o recorde teria sido atingido antes do local onde foi. Assim, poderíamos ter passado de 210 km/h", depois do túnel Stoke.
A 03 de julho de 2013, a "Mallard" celebrou seus 75 anos do recorde, ocasião em que todas as seis A4 preservadas, foram reunidas para essa celebração no National Railway Museum, em York e exibidas durante duas semanas: nº 4 464 "Bittern", nº 60 007 "Sir Nigel Gresley", nº 60 009 "Union of South Africa", nº 60 008 "Dwight D. Eisenhower" e nº 60 010 "Dominion of Canada", além da nº 4468 "Mallard".

## Contestação

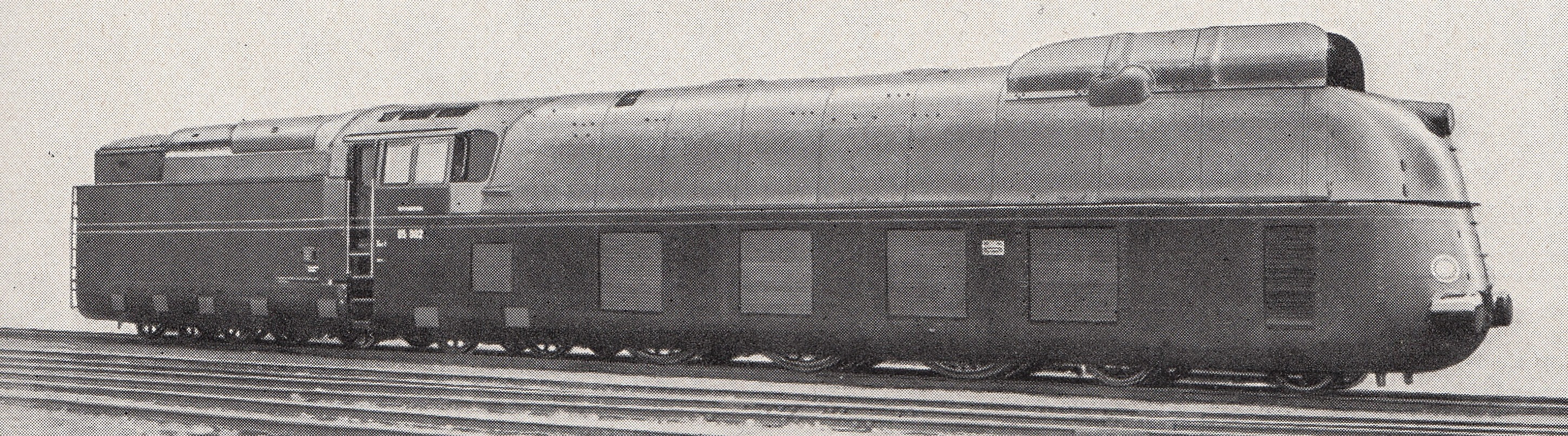
Locomotiva alemã DRG Classe 05

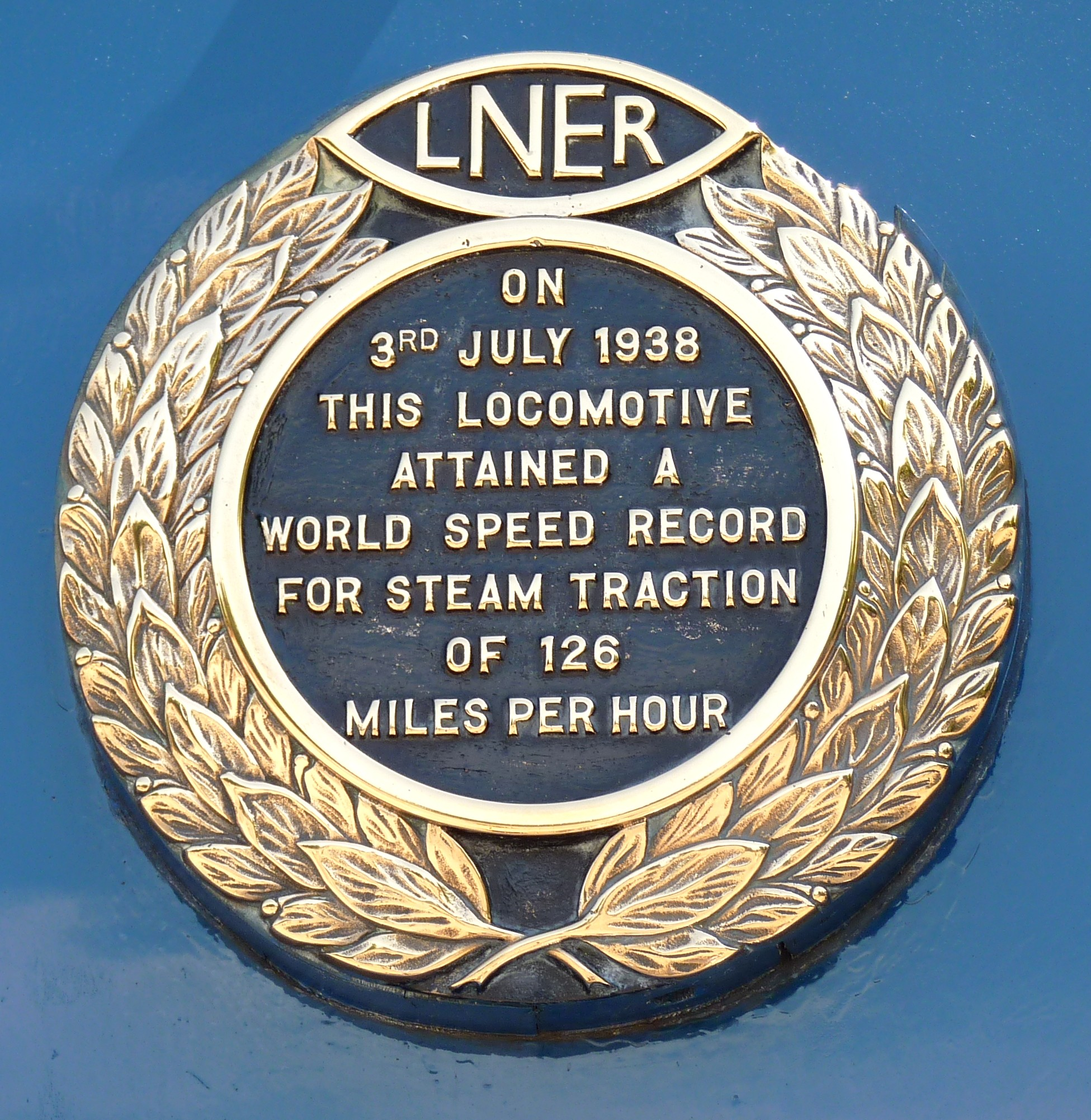
Placa alusiva ao recorde

Diferentemente da qualificação para homologação de recordes para carros e aeronaves, o auxílio da inclinação da via e velocidade do vento tinham sido sempre aceitáveis para para se estabelecer recordes para trens. Em 1936, entre Berlin e Hamburgo, na Alemanha, a locomotiva DRG Class 05 DB 002 atingiu a velocidade de 200,4 km/h, em trecho horizontal da via livre, com quatro carros e peso total de 197 toneladas.
No entanto, antes de atingir seu recorde, a "Mallard", passou por Essendine e seus desvios, uma redução de velocidade para 24 km/h por motivos de problemas na via permanente, e além disso, seu trem era composto por sete carros, pesando 240 toneladas no total. Não fosse pelo romper da II Guerra, em 1939, Sir Gresley teria atendido a contestação rival e realizado uma nova tentativa para ampliação do recorde, pois de acordo com sua equipe, a velocidade de 210 km/h seria atingida, se não tivessem que reduzir a velocidade no trecho, como de fato, ocorreu.
Assim, a "Mallard" ainda é a detentora oficial do recorde. Placas fixadas nas laterais da locomotiva atestam o feito.

## 1948: Mudanças
Em 1948, logo após a formação da British Railways, foi tomada a decisão de testar locomotivas das quatro maiores ferrovias formadoras da nova estatal.
A finalidade era verificar a tração a vapor, em sua eficiência, potência e velocidade. Havia duas maneiras de testá-las, na área de testes de locomotivas em Rugby, que ainda não estava pronta, ou no próprio trecho. Os resultados seriam utilizados em projetos de padronização da British Railways. As locomotivas de trens expressos que seriam comparadas eram: Classe Princess Coronation (LMS), Classe Merchant Navy (Southern), Classe 6 000 (GWR) e A4 (LNER).
Três A4 projetadas por Gresley foram escolhidas para representar a região leste: a "Mallard", já renumerada E22, a 60 033 "Seagull" e a 60 034 "Lord Faringdon", todas equipadas com chaminé e encanamento de descarga Kylchap duplos e recém saídas das oficinas de Doncaster. A "Mallard" havia recebido uma nova pintura azul, a nova numeração, um pequeno "E", de "Eastearn", uma nova caldeira e o terceiro tender de sua carreira.
A 8 junho de 1948, a então E22 "Mallard" foi utilizada no trecho Waterloo-Exeter conduzindo um trem com 505 toneladas, o mesmo que a locomotiva 35 018 "British India" havia conduzido, dias atrás. a E22 chegou em Clapham Junction em 6 minutos e 57 segundos e em Woking, em 28 minutos e 47 segundos. Houve uma restrição de velocidade em Hook, obrigando-a a seguir viagem em velocidade muito baixa, por algum tempo, mas ainda assim, chegou a Salisbury em 108 minutos e 28 segundos. Mesmo com os precalços, o atraso foi de apenas 13 minutos e meio, no geral.
A "Mallard" havia falhado em seu teste, sendo superada pela 60 033 "Seagull", que no mesmo trecho, com os mesmos parâmetros, precisou de 96 minutos e 22 segundos. Para a recordista, os testes haviam terminado, mas retornaria em 24 de fevereiro de 1963 para uma viagem turística com o Locomotive Club of Great Britain.

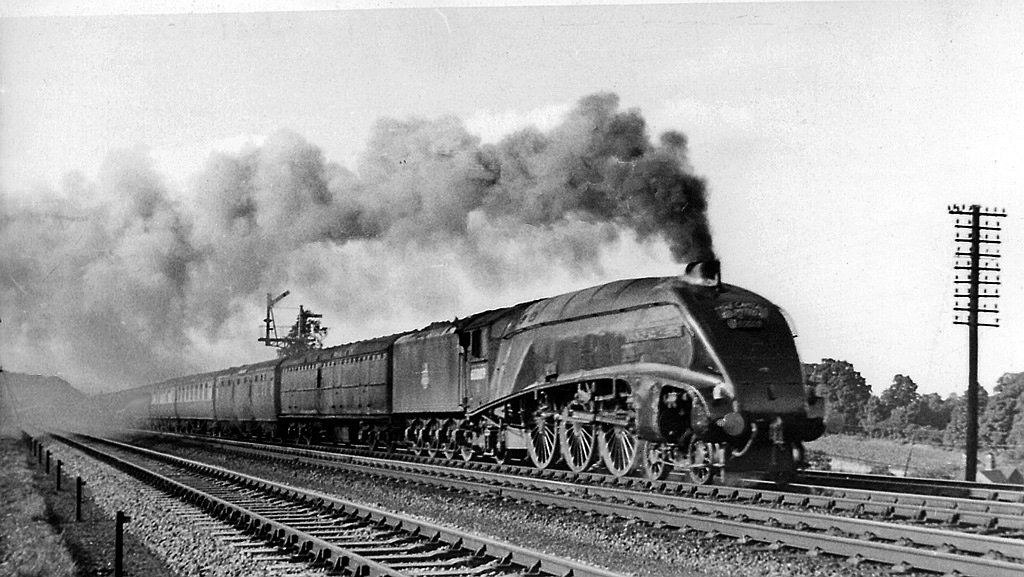
O Expresso "Elizabethan"

## O "Elizabethan"
O "Elizabethan" foi um importante trem expresso que corria de Londres a Edimburgo, de 1953 a 1961, cuja distância de 632 km, era percorrida sem paradas. Funcionou com locomotivas a vapor até setembro de 1961 e foi o maior percurso sem paradas do mundo. Duas equipes completas eram necessárias para essa viagem de seis horas e meia, enquanto uma conduzia o trem, a outra aguardava num dos carros de passageiros e, na metade da viagem, ocorria a troca da equipe, que passava por um estreito corredor que foi instalado na parte inferior do tender. Poucas locomotivas, além da "Mallard" utilizavam este tender.
A E22 "Mallard" tracionou o último "Elizabethan", que foi em direção a Edimburgo a 8 de setembro de 1961, com fotógrafos, repórteres e admiradores. O retorno para Londres foi feito por sua "irmã", a 60 009 "Union of South Africa". Os jornalistas escreveram artigos sobre a despedida do famoso trem, no jornal "Sunday Telegraph", na edição de 10 de setembro de 1961. Esses textos foram reunidos em compêndios de assuntos ferroviários da época.

## Curiosidades
A "Mallard" foi entregue para trafegar pela primeira vez a 3 de março de 1938, tendo sido a também, a primeira A4 equipada com chaminé e encanamento de descarga Kylchap duplos, desde nova. Este foi um dos fatores que a levaram a ser selecionada para a tentativa de quebra do recorde, em julho do mesmo ano. Durante sua carreira, "Mallard" teve várias pinturas: azul, quando entrou em serviço pela LNER. Preta, a partir de 1942,na época da guerra; em 1943, ainda na cor preta, recebeu um "NE" e "22" pintados em amarelo no tender; depois da guerra, em 1948, azul com faixas brancas e vermelhas, além do "22" em aço inoxidável na cabine; em 1949, já na British Railways, azul escuro e o número 60 022; em 1952, verde Brunswick. Em 1963, na ocasião de sua retirada do serviço, voltou à cor original para ser preservada.
As locomotivas da Classe A4 foram construídas com saias laterais aerodinâmicas, que foram removidas na época da guerra para facilitar os serviços de manutenção. A "Mallard" teve essa alteração em 1942, na ocasião de uma revisão de manutenção e posteriormente, em 1963, as saias foram remontadas. Nos 25 anos de sua carreira, sua caldeira foi substituída 12 vezes e seu tender, sete vezes. Seu tender original não possuía o famoso corredor de passagem das equipes, vindo a recebê-lo já na época da British Railways. Quando foi desativada, recebeu o antigo tender para manter a aparência original.

## Celebração
Duas A4 foram enviadas após sua desativação, uma para os Estados Unidos (60 008 "Dwight D. Eisenhower) e a outra, para o Canadá (60 010 "Dominion of Canada"). Em outubro de 2012, elas voltaram para participar da celebração do 75º aniversário do recorde mundial, em 2013. Juntamente com a "Mallard", "Bittern", "Sir Nigel Gresley" e "Union of South Africa", ficaram expostas no National Railway Museum até março de 2014, sendo depois devolvidas a sues locais de origem.

Blur - Modern Life Is Rubbish - Capa do álbum

## Citações
- Mallard é mencionada nos dois últimos livros da Railway Series de Christopher Awdry:  Thomas and the Great Railway Show, além de Gordon the High-Speed Engine.
- Mallard também aparece em  Peter's Railway book Surprise Goods de Christopher Vine, onde resgata um trem de carga avariado.
- Uma pintura da  Mallard do período pós-guerra, foi usada na capa do álbum "Modern Life is Rubbish", da banda "Blur", de 1993.
- A música de 2013, "East Coast Racer" da banda britânica de rock progressivo Big Big Train conta a história da quebra do recorde da Mallard.[1]
- Na série de TV american NCIS, uma miniatura da Mallard costuma aparecer sobre uma mesa, no departamento de autópsias. Ela pertence ao Dr. Donald "Ducky" Mallard, (papel de David McCallum).[2]

## Ligações Externas
- National Railway Museum
- Mallard at the museum
- A4 Pacific Page in the LNER Encyclopedia